# Neopanorpa babai
Neopanorpa babai är en näbbsländeart som beskrevs av Miyamoto 1994. Neopanorpa babai ingår i släktet Neopanorpa och familjen skorpionsländor. Inga underarter finns listade i Catalogue of Life.